# Белёвский, Василий Васильевич
Князь Василий Васильевич Белёвский († после 1492) — верховский удельный князь, во времена правления Ивана III Васильевича.
Сын князя Василия Михайловича Белёвского, брат князей Ивана Белевского и Андрея Белёвского.

## Биография
После смерти отца, князя Василия Михайловича, братья: Иван, Андрей и Василий Васильевичи разделили между собой Белёвское княжество, каждый из братьев получил в удельное владение часть (треть) отцовского княжества.
Вскоре между братьями началась междоусобная борьба. В конце 1489 года князь Иван Васильевич со своим уделом перешел на службу к великому князю московскому Ивану III. Однако его братья Василий и Андрей Васильевичи сохранили верность великому князю литовскому Казимиру Ягеллону. В 1490 году князь Василий Васильевич перешел в московское подданство, но затем вернулся на литовскую службу. В том же 1490 году князь Иван Васильевич совершил нападения на вотчины своих братьев Василия и Андрея Васильевичей. Князь Иван Васильевич захватил в плен своего брата Василия Васильевича и заставил его перейти принести присягу на верность Москве. Князь Иван Васильевич захватил удел другого брата князя Андрея Васильевича, заставив его бояр и слуг принести присягу на верность. В конце 1492 года князь Василий Васильевич со своим уделом перешел на службу к великому князю московскому Ивану III. Упомянут в царской грамоте Ивана III, королю Польскому, как подданный московского князя (1493).